# Gibbula tryoni
Gibbula tryoni is een slakkensoort uit de familie van de Trochidae. De wetenschappelijke naam van de soort is voor het eerst geldig gepubliceerd in 1889 door Pilsbry.